# Brouwers (achternaam)
Brouwers is een van oorsprong Nederlandstalige achternaam. De naam komt van het beroep (Bier-) brouwer.

## Aantallen naamdragers

### Nederland
In Nederland kwam de naam in 2007 6.188 keer voor. De grootste relatieve concentratie woonde toen in Margraten met 0,897% van de bevolking daar. 

### België
In België komt de naam in 2008 minder voor, namelijk 2.213 keer. De grootste concentratie woonde toen in Antwerpen met 186 personen met die achternaam. De grootste relatieve concentratie woonde toen in Voeren met 0,475% van de bevolking daar.

## Naamdragers
- Bart Brouwers (1960), Nederlands journalist
- Bert Brouwers (Bert Vanheste) (1937 - 2007), Vlaams schrijver
- Davy Brouwers (1988), Vlaams voetballer
- Dieudonné Brouwers (1874 - 1948), Vlaams historicus
- Dolf Brouwers (1912 - 1997), Nederlands operazanger en komiek
- Eef Brouwers (1939), Nederlands journalist
- Evert Brouwers (1990), Nederlands voetballer
- Fred Brouwers (1948), Vlaams presentator
- Hubert Joachim Brouwers (1833 - 1892), Nederlands katholiek politicus
- Jan Brouwers (1906-1980), Nederlands burgemeester
- Jan Willem Brouwers (1831 - 1893), Nederlands katholiek priester en schrijver
- Jeroen Brouwers (1940), Nederlands journalist en schrijver
- Julius Brouwers (1869 - 1955), Nederlands kunstschilder
- Karin Brouwers (1964), Vlaams politica
- Koen Brouwers (1975), Nederlands danser en choreograaf
- Lodewijk Brouwers (s.j.) (1901 - 1997), Vlaams priester, jezuïet, neerlandicus en docent
- Luuk Brouwers (1998), Nederlands voetballer
- Marja Brouwers (1948), Nederlands schrijfster
- Ries Brouwers (1946 - 2009), Nederlands muziekproducent
- Roel Brouwers (1981), Nederlands voetballer
- Sasja Brouwers (1972), Nederlands zangeres
- Toon Brouwers (1943), Vlaams schrijver.